# Poste del Chiugi

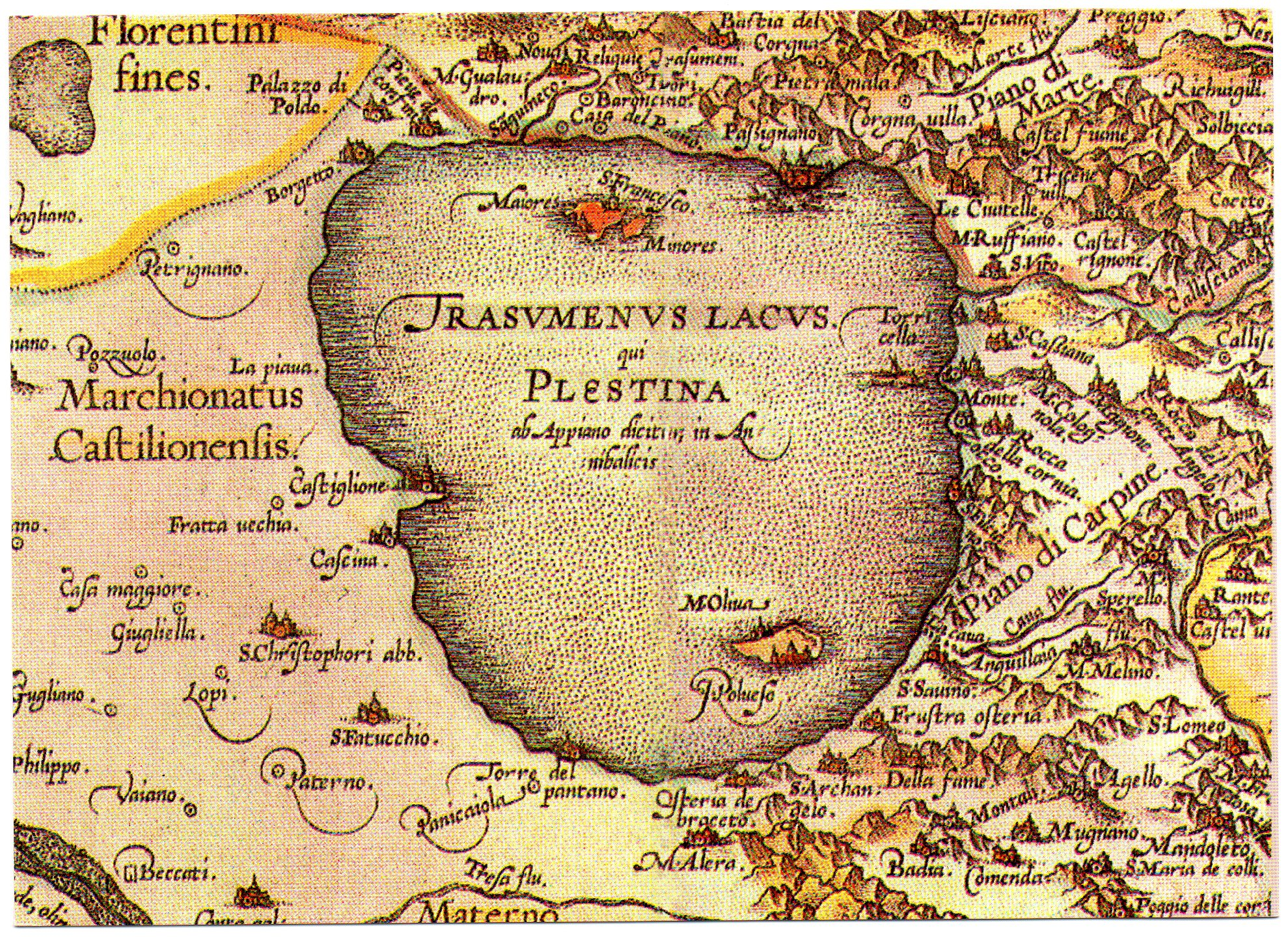
Mappa del Marchesato di Castiglione del Lago e del Chiugi

Le Poste del Chiugi furono un'istituzione amministrativo-fiscale, prevista dagli Statuti comunali di Perugia per lo sviluppo economico delle Ville del contado del Chiugi che, situate negli snodi stradali e dotate di magazzini di deposito per la raccolta dei terzi (terza parte del prodotto agricolo e della pesca) che venivano corrisposti a titolo d'imposta da pescatori, coloni perpetui, livellari, enfiteuti, per le attività della pesca esercitata sulle acque del Lago Trasimeno e per la conduzione di terreni lavorativi situati nelle Ville di proprietà comunale. Nel territorio del Chiugi, lo Statuto perugino del 1389 stabilì le prime quattordici Poste in numero variabile nei diversi periodi storici.

## Elenco delle poste comunali
- Castiglione del Lago
- Pozzuolo
- Zeppa Vagliano e Colcello (Valiano)
- Sanfatucchio
- Badia San Cristoforo
- Panicarola
- Capanne
- Petrignano
- Casamaggiore
- Paterno
- Porto Philippi
- Laviano
- Vaiano

Per tutto il periodo medievale, gli amministratori comunali del Chiugi attuarono una fiscalità moderata volta a perseguire la colonizzazione e la bonifica di un territorio in condizioni abitative rese difficili dalle continue inondazioni, dalla presenza di terreni malarici e paludosi soprattutto nelle vicinanze delle sponde del Trasimeno e della palude della Chiana. I terreni agricoli delle Poste di proprietà del comune di Perugia furono dati in concessione a molte famiglie di coloni perpetui. Il podere concesso ai coloni veniva chiamato " Bubulcaria" e corrispondeva al terreno che un bifolco era in grado di arare in un anno con un solo paio di buoi.
Dopo la caduta della signoria perugina di Braccio da Montone e con il ritorno della città di Perugia sotto il dominio del papa Martino V la situazione socio-economica del Chiugi cominciò a modificarsi. L'Autorità pontificia trasformò in feudi nobiliari le poste di Laviano, Valiano e Petrignano, (luoghi dove si svolse la vicenda giovanile di Santa Margherita da Cortona), ambiti per la notorietà della Santa e per il grande interesse popolare suscitato dalla sua conversione. Laviano, concesso alla famiglia perugina dei degli Oddi fu successivamente elevato a contea con Bartolomeo degli Oddi. Valiano, rientrata nell'orbita della Repubblica di Firenze venne concesso alla famiglia cortonese del vescovo perugino Jacopo Vagnucci in comproprietà con lo Spedale degli Innocenti. La posta confinante di Petrignano venne concessa in esclusiva ai Vagnucci, nobilitati con il titolo di "Conti" e successivamente dal papa Leone X trasferito alla famiglia cortonese dei Passerini, fratelli del cardinale Silvio Passerini.

## Il marchesato di Castiglione del Lago e del Chiugi (1563-1647)

Lo stemma dei della Corgna

Nel 1550 il Chiugi venne concesso in enfiteusi fino alla quarta generazione a Giacoma Ciocchi del Monte, sorella del papa Giulio III a garanzia di un prestito di 12.000 scudi, erogato dalla signora in favore del pontefice. Suo figlio e fiduciario Ascanio della Corgna, architetto-condottiero, fu nominato governatore del Chiugi fino al 1563, quando Pio IV gli conferì il titolo di marchese di Castiglione del Lago, del Chiugi e di Castel della Pieve. Nel 1584, il territorio del Chiugi, inserito nell'" Agro Perugino", fu rappresentato dal cartografo Ignazio Danti nella Galleria delle Carte Geografiche in Vaticano.
La corte dei della Corgna, nel palazzo castiglionese, progettato da Galeazzo Alessi e affrescato dal Pomarancio, fu piccola ma prestigiosa: vi operarono il poeta bernesco Cesare Caporali e il letterato e segretario di corte Scipione Tolomei, spesso presenti alle riunioni segrete degli Insensati, convocate dal marchese Ascanio II.

Nel 1647 il feudo, dopo la morte dell'ultimo duca Fulvio Alessandro, fu riassorbito dallo Stato della Chiesa.

## Le poste del marchesato
- Castiglione del Lago Palazzo della Corgna a Castiglione del Lago
- Piana
- Porto
- Pozzuolo
- Gioiella
- Gaggiolo
- Lopi
- Sanfatucchio
- Cimbano

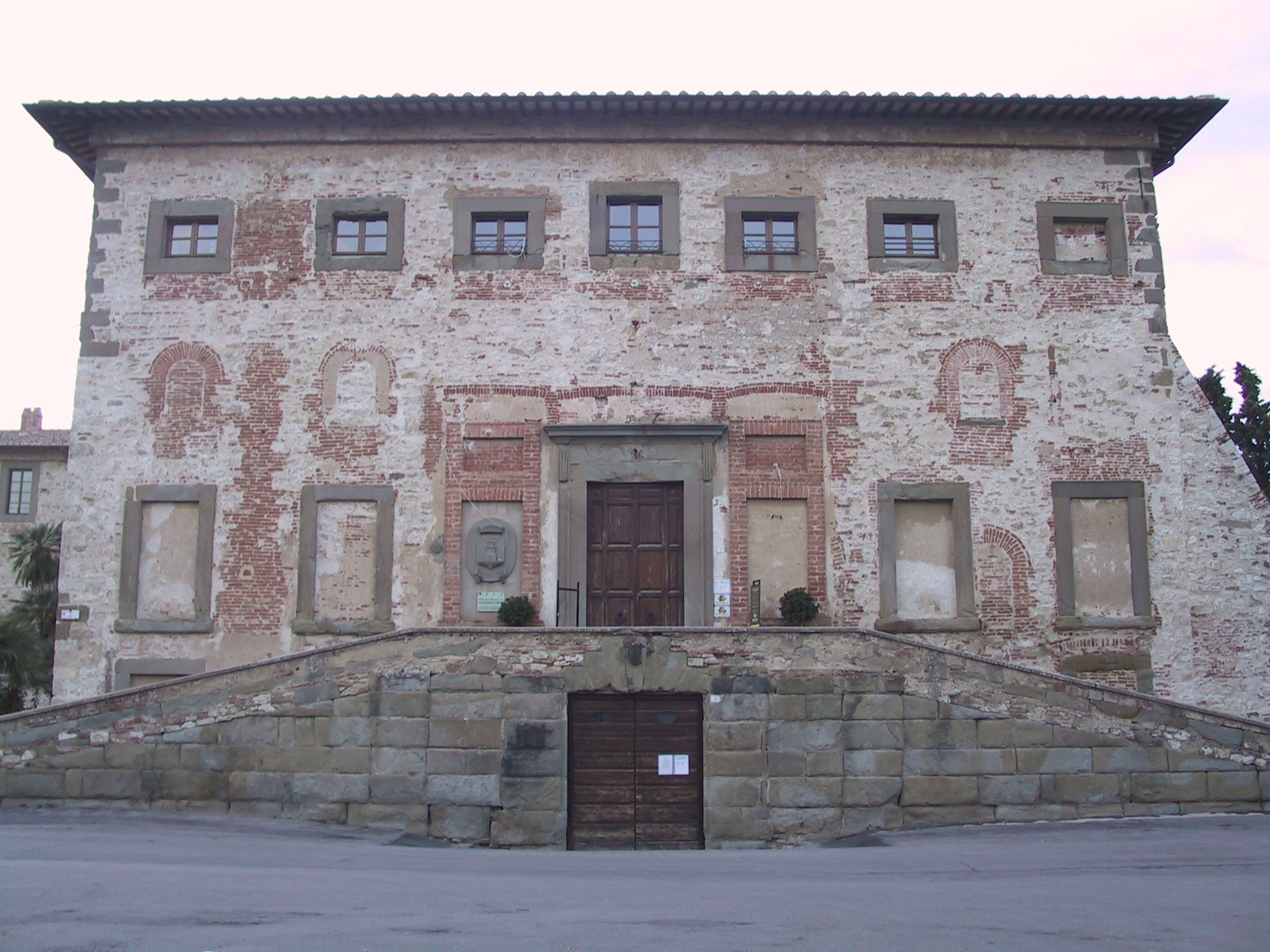
Palazzo della Corgna a Castiglione del Lago

Durante il dominio della dinastia della Corgna le condizioni socio-economiche dei coloni perpetui del Chiugi regredirono inesorabilmente.La  R.C.A.(Reverenda Camera Apostolica) obbligava i nobili concessionari con onerosi canoni necessari per far fronte alle ingenti spese di Papi rinascimentali mecenati e nepotisti. Pertanto i feudatari esercitarono la rivalsa sui coloni perpetui pretendendo l'assolvimento di tributi su prodotti fino allora esentati in virtù degli usi. I Tribunali della Sacra Rota ecclesiastici furono oberati da annose controversie tra i soggetti contraenti. La dinastia della Corgna reclamò la fida, imposta che inizialmente applicata soltanto sulle scrofe venne pretesa per tutti gli animali non necessari alla conduzione del fondo. Oggetto di contese furono anche i diritti di pascolo e di legnatico, i pedaggi di attraversamento, il mosto dei vini e la raccolta delle olive. Il dominio dei nuovi feudatari si protrasse fino al 1643, quando alla fine del conflitto tra gli eserciti dello Stato Pontificio e del Granducato di Toscana la Guerra Barberina, Fulvio Alessandro della Corgna, ultimo erede del marchesato del Chiugi, senza combattere e probabilmente d'intesa con il nemico consegnò a Mattias de' Medici, principe di Toscana, la Rocca del Leone: prestigiosa architettura militare, opera di Ascanio I, capostipite di quella dinastia. Alla morte naturale di Fulvio, 12 dicembre 1647, il territorio del Chiugi venne riassorbito dallo Stato Pontificio.

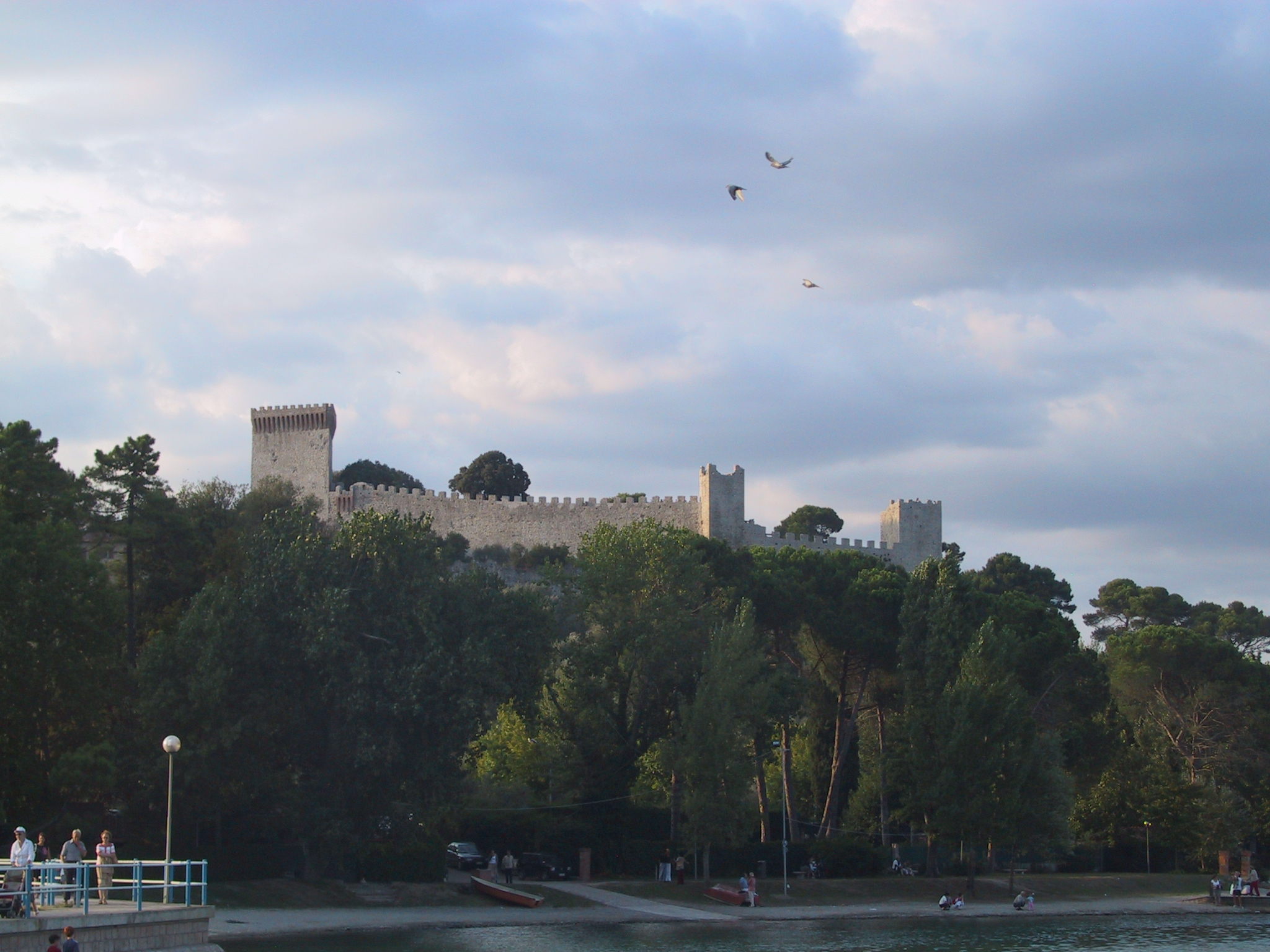
Rocca del Leone a Castiglione del Lago

## Gestione della R.C.A.

### Affitti novennali
Non appena tornata nel possedimento delle poste, la Camera Apostolica iniziò la gestione diretta dei beni camarali mediante pubbliche gare di appalto bandite ogni nove anni ed assegnate a nobili famiglie perugine. Prima assegnataria fu la famiglia Saraceni, ultima nel 1754 la famiglia Onofri che si aggiudicò la gara con ll'offerta di un canone annuo di 7616 scudi. Onofrio Onofri riuscì a mantenere l'affitto fino al 1769 con un canone ridotto a 6300 scudi a causa della grave crisi che colpì l'economia umbra ed in particolare il territorio agricolo del Chiugi. Nel 1759, durante la reiterata gestione Onofri la Camera Apostolica propose la gestione delle poste alla Comunità castiglionese; la proposta accolta favorevolmente dalla Comunità venne ostacolata dalla famiglia del capitano pozzolese Antonio Taccini contraria all'assunzione della responsabilità solidale con gli altri contraenti.

### Enfiteusi Baglioni
Caduta la proposta in favore della Comunità castiglionese, papa Clemente XIV concesse l'enfiteusi del Chiugi alla famiglia Baglioni per un canone annuo di 6250 scudi. Francesco Baglioni divenne " Enfiteuta Generale del Marchesato di Castiglione del Lago" e con la maggiorazione di 800 scudi nel 1774 incorporò nell'enfiteusi i beni della soppressa Compagnia di Gesù che si trovarono nelle poste di Gioiella, Pozzuolo, Porto e Gaggiolo. Nei riguardi dei coloni il Baglioni continuò ad imporre tassazioni vessatorie continuando ad ignorare le consuetudini più favorevoli alla popolazione rurale, ma nonostante i gravami imposti la sua gestione risultò fallimentare.
Egli, oberato dalle necessità finanziarie riuscì ad ottenere da papa Pio VI la facoltà di vendere o sub-affittare la percezione dei "terzi" e dei diritti sui beni delle poste. Molti furono i contratti di sub-affitto stipulati dal Baglioni conclusi con le famiglie più facoltose del territorio come Dini e Taccini. Nel 1779 la gestione delle poste di Piana, Sanfatucchio, Gioiella, Casamaggiore e Porto divenne proprietà delle famiglie Della Fargna-Laval e dei Mazzuoli di Città della Pieve. Nel 1800, alla morte del conte Francesco Baglioni, la Camera Apostolica affidò i beni dell'enfiteusi Baglioni già ipotecati, alla gestione del Collegio Cardinalizio.

## Il Cantone di Castiglione del Lago
Dopo la Rivoluzione francese seguita dall'occupazione giacobina dell'Stato Pontificio da parte delle truppe di Napoleone guidate dal Berthier, il 15 febbraio 1798 venne proclamata la Repubblica romana. La struttura amministrativa che riproduceva quella francese venne disciplinata dalla Costituzione della Repubblica Romana emanata il 20 marzo 1798. Il territorio della Repubblica venne suddiviso in otto dipartimenti e la città di Perugia fu capoluogo del Dipartimento del Trasimeno. I dipartimenti furono suddivisi in cantoni ed i cantoni in comuni (comunità).

### Elenco degli amministratori del Cantone
- Edile: Andrea Reattelli ed Edile aggiunto Franco Doricchi
- Presidente: Vincenzo Censotti.
- Edile: Antonio Grugni.
- Segretario: Vincenzo Miniati
- Questore: Francesco Conti
- Pretore: Matteo Vecchi.

### Elenco degli amministratori delle Comuni
Sanfatucchio- Panicarola
- Edile: Andrea Reattelli- Edile aggiunto: Franco Doricchi

Sant' Arcangelo- Montalera
- Edile Carlo Picchiotti-Edile aggiunto: G.B. Brozzi

Pozzuolo
- Edile: Cesare Moretti-Edile aggiunto: Francesco Galeotti

Gioiella
- Edile: Nicola Modesti- Edile aggiunto: Angiolo Vanni

Petrignano- Borghetto
- Edile: Angiolo Giorni- Edile aggiunto: Giuseppe Banelli

Vaiano
- Edile: Gaspero Paolozzi- Edile aggiunto: Anastasio Fratini